# Gilles Yapi Yapo
Gilles Donald Yapi Yapo (Abidjan, 30 gennaio 1982) è un ex calciatore ivoriano, di ruolo centrocampista.

## Biografia
Nel 2014, in una video-confessione pubblicata sul sito di una chiesa evangelica libera, raccontò di aver vissuto un periodo di dipendenza da sesso, pornografia e magia nera. Un conoscente lo aveva introdotto nel mondo dell'occultismo e da lì iniziò ad avere problemi finanziari, perse la stabilità mentale, e pensò anche al suicidio. Solo quando gli chiesero di sacrificare suo figlio per salvarsi si rese conto di essersi spinto troppo oltre e da allora ha dichiarato di essere rinato e uscito da quella crisi personale, affidandosi alla fede cristiana.

## Carriera
Iniziò la sua carriera calcistica nella società ivoriana dell'ASEC Mimosas, accademia in cui militavano anche giocatori come Emmanuel Eboué, Arthur Boka, Salomon Kalou, Aruna Dindane, Gervinho, Kolo e Yaya Touré. Nel 2001 si trasferì in Belgio, al Beveren, dove rimase fino al 2004. Successivamente giocò per due stagioni in Ligue 1, massima divisione francese, con la maglia del Nantes.
Giocò in Svizzera con Young Boys e Basilea. Con i rossoblù vinse tre campionati svizzeri consecutivi e una coppa nazionale oltre a raggiungere, nella stagione 2012-2013, le semifinali di Europa League.
Dopo una stagione nella UAE Arabian Gulf League, tornò in Svizzera, questa volta allo Zurigo.
Il 9 novembre, durante una partita tra Zurigo e Aarau, Sandro Wieser, suo ex compagno di squadra ai tempi del Basilea, con una dura entrata gli ha provocato un grave infortunio ai legamenti del ginocchio destro. Il bollettino medico è sconcertante: rottura del legamento crociato anteriore, lacerazione del menisco, rottura del tendine rotuleo, gravi danni alla cartilagine e livido profondo sulla coscia. Il suo club ha sporto una denuncia penale contro l'avversario, che il 6 maggio 2015 è stato ritenuto colpevole di lesioni colpose, venendo condannato a una pena pecuniaria con la condizionale di 180 aliquote giornaliere e ad una multa di 10'000 franchi.

## Palmarès

### Competizioni nazionali
- Coppa della Costa d'Avorio: 1

ASEC Mimosas: 1999
- Campionato svizzero: 3

Basilea: 2010-2011, 2011-2012, 2012-2013
- Coppa Svizzera: 2

Basilea: 2011-2012
Zurigo: 2015-2016
- Challenge League: 1

Zurigo: 2016-2017

### Competizioni internazionali
- Supercoppa CAF: 1

ASEC Mimosas: 1999